# كونور إليوت
كونور إليوت هو لاعب كرة القدم الكندية كندي، ولد في 10 أكتوبر 1988 في لندن في كندا.